# Tatjana Ječmenica
Tatjana Ječmenica (serbisch Татјана Јечменица; * 4. Juli 1978 in Novi Sad) ist eine ehemalige serbische Tennisspielerin, die für Jugoslawien sowie für Serbien und Montenegro antrat.
Ihre beste Platzierung in der WTA-Weltrangliste erreichte sie im Juni 1996 mit Platz 72. Sie gewann sechs Einzel- und drei Doppeltitel bei ITF-Turnieren. Ihr bestes Abschneiden bei einem Grand-Slam-Turnier erzielte sie mit dem Erreichen der zweiten Runde 1995 bei den US Open und 1996 bei den French Open.
Ihr letztes Profimatch bestritt Ječmenica im heimischen Palic im Juli 2005, als sie noch einmal im Endspiel eines ITF-Turniers stand. Sie war 2005 und 2006 Kapitän des serbisch-montenegrinischen Fed-Cup-Teams, für das sie selbst 1998 zwei Partien bestritt. Heute arbeitet sie als Tennistrainerin in ihrer eigenen Tennisschule in Novi Sad. Seit 2015 ist sie erneut Kapitän der serbischen Fed-Cup-Mannschaft.